# Expedição de Walcheren
A Expedição de Walcheren (30 de julho — 10 de dezembro de 1809) foi uma operação militar realizada pelo Reino Unido durante as Guerras Napoleónicas.
Esta foi a última de uma série de operações nos Flandres (hoje Bélgica) que ocorreram em 1809 e a maior delas envolvendo a um completo exército de 40 000 soldados que cruzaram o Mar do Norte.

## Objetivos
A expedição pretendia atacar a base naval de Amberes, controlada pelos franceses, proporcionando uma manobra de distração para os fortemente pressionados austríacos (embora o efeito não era esse, a ocorrência da fundamental batalha de Wagram antes da expedição estar em marcha). Em um primeiro movimento, o exército britânico tomou a ilha de Walcheren, uma ilha pantanosa e infestada de febre na desembocadura do rio Escalda, assim como o sul da ilha Beveland (ambas parte dos Países Baixos na atualidade).
As tropas britânicas começaram logo a sofrer com a malária e a um mês de tomar as ilhas, estavam com 8 000 casos da doença. As provisões médicas da expedição demostraram ser completamente inadequadas.
A operação era comandada por John Pitt (exército) e por Sir Richard Strachan (marinha). Chatham tinha reputação de homem extremadamente cauteloso e deu à operação um ritmo perigosamente lento. Enquanto as tropas inglesas se entretinham na captura de Flushing (15 de agosto) e rendiam alguns povoados, o inimigo reforçava fortemente Amberes. Já com seu principal objetivo fora de alcance, a expedição foi cancelada no início de setembro. Cerca de 12 000 soldados permaneciam em Walcheren, mas em outubro, só 5 000 deles se encontravam preparados para a ação.
Com tudo isso, o governo britânico tinha desperdiçado quase 8 milhões de libras na expedição, na que 4 067 homens morreram, ainda que só 106 deles tenham sido em combate. Quase 12 000 homens ainda estavam enfermos em fevereiro de 1810 e muitos outros sofreram sequelas permanentes.

## Fonte
- The British Expeditionary Force to Walcheren: 1809